# Mimetus hirsutus
Mimetus hirsutus är en spindelart som beskrevs av Octavius Pickard-Cambridge 1899.
Mimetus hirsutus ingår i släktet Mimetus och familjen kaparspindlar. Inga underarter finns listade i Catalogue of Life.